# Văn học Nhật Bản
Văn học Nhật Bản là một trong những nền văn học dân tộc lâu đời nhất và giàu có nhất thế giới nảy sinh trong môi trường nhân dân rộng lớn từ thuở bình minh của các bộ tộc Nhật Bản, rất lâu trước khi quốc gia Nhật Bản được thành lập. Những cội rễ của nền văn học này có từ thời tối cổ, và những kiệt tác thành văn đầu tiên có thể được xác định vào thế kỷ thứ 7 thậm chí sớm hơn.
Lịch sử văn học Nhật Bản có thể được chia ra 3 thời kỳ chính: Cổ đại, Trung cổ và Hiện đại, tương đương với cách phân kỳ lịch sử thường gặp trong nhiều nền văn học thế giới nói chung. Tuy nhiên, trong cuốn Nhật Bản văn học toàn sử do Tokyo Kodanshā xuất bản, văn học Nhật Bản được chia làm 6 thời kỳ ứng với 6 tập của cuốn sách: Thượng đại, Trung cổ, Trung thế, Cận thế, Cận đại và Hiện đại.

## Phân kỳ lịch sử

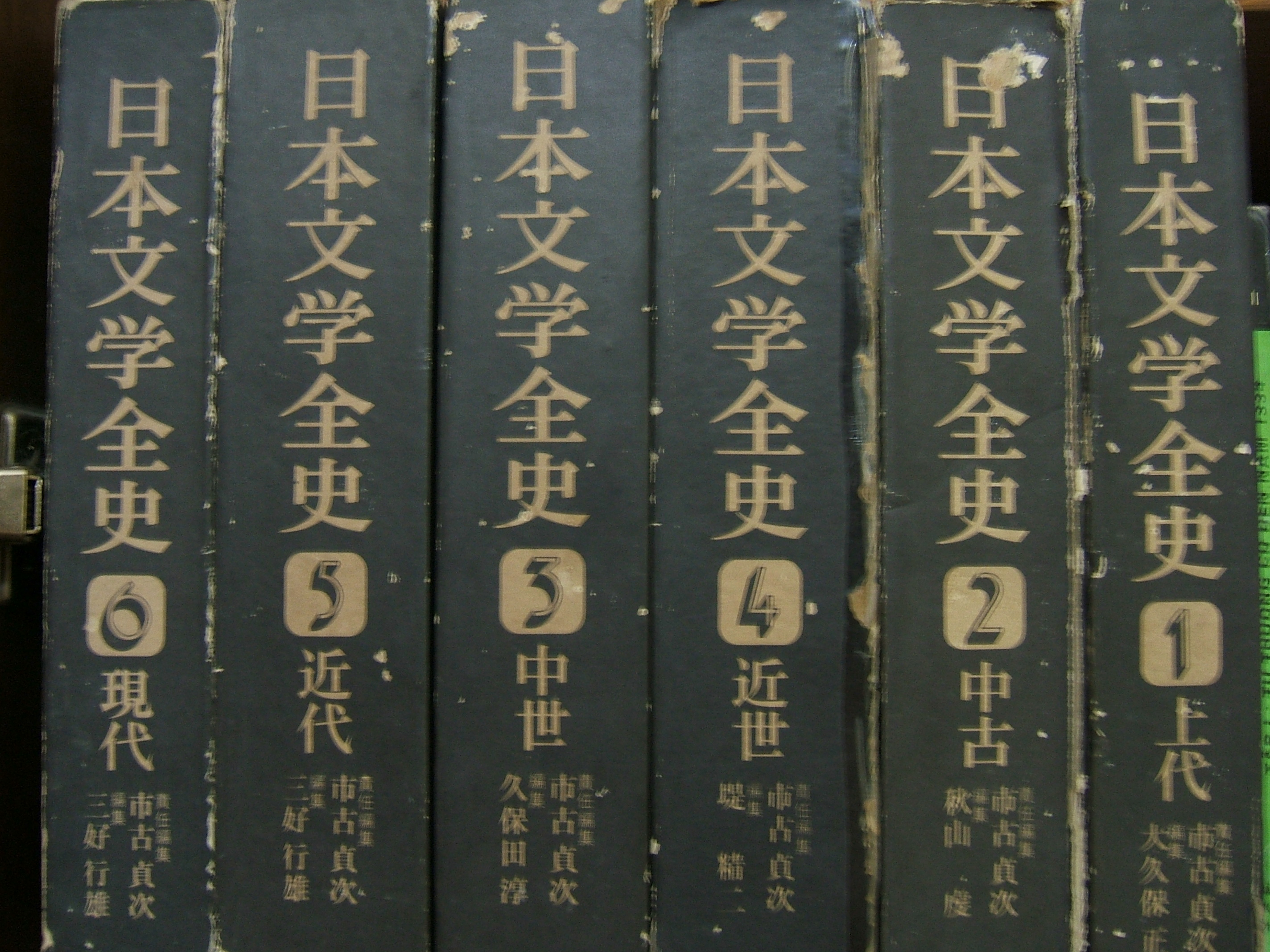
Toàn tập lịch sử văn học Nhật Bản từ thượng đại đến hiện đại.

### Thượng đại
Thời thượng đại Nhật Bản có thể tính từ Thiên hoàng Jimmu lập quốc theo huyền sử năm 660TCN tới hết thời Nara năm 794, thậm chí xa hơn tới năm 807 (chồng lấn vài năm sang thời kỳ Heian). Đây là thời đại trải suốt từ thời kỳ Jomon (Thằng Văn, 14.000TCN-400TCN), thời kỳ Yayoi (Di Sinh, 400TCN-250), thời kỳ Kofun (Cổ Phần, 250-538), thời kỳ Asuka (Phi Điểu, 538-710) trong đó thời Kofun và Asuka sau gộp lại là thời kỳ Yamato (Đại Hòa 大和, Nụy 倭) nói chung, thời kỳ Nara (Nại Lương, 710-794), tuy nhiên văn học Nhật Bản chỉ thực sự rõ nét từ thế kỷ 7 trở đi. Đây là thời đại của dân ca, huyền thoại và cổ tích. Những sáng tác đầu tiên trong nền văn học khởi thủy của Nhật Bản là văn học truyền miệng, do trong thời kỳ sớm của sự phát triển lịch sử dân tộc Nhật Bản chưa hề có chữ viết. Khởi điểm là những câu chú, bài chú đọc trong lễ tế thần, về sau là văn học truyền miệng với thần thoại, ca dao, truyện cổ tích, truyền thuyết. Khi chữ viết mới xuất hiện đã trở thành đặc quyền của những đẳng cấp cao của bộ tộc Nhật Bản, lúc đầu là quý tộc thị tộc và bộ lạc, sau đó là giới quý tộc phong kiến. Những sáng tác thượng đại được biết đến ngày nay không phải là những biểu hiện sớm nhất mà có lẽ thuộc thời kỳ muộn hơn. Chúng được thực hiện bởi những đại biểu của đẳng cấp quý tộc, những người đã không chỉ sưu tầm mà còn biên tập tư liệu, và họ đã để dấu ấn của chính mình trên sản phẩm thông qua việc quyết định chất liệu và hình thức văn học cũng như lựa chọn những nội dung mà họ cho rằng có giá trị và cần thiết.
Những dấu vết của sáng tác dân gian thời kỳ sớm có thể tìm thấy trong những công trình chữ viết thời cổ, đó là Kojiki (古事記, Cổ sự ký, 712), Nihon Shoki (日本書紀, Nhật Bản thư kỷ, 720) với những bài ca, thần thoại, truyền thuyết; Manyōshū (万葉集, khoảng 760) với các thi phẩm về tình yêu, thiên nhiên và cái chết; Fudoki (風土記, Phong thổ ký, 713) với những truyền thuyết và truyện hoang đường v.v. và tất cả đều thuộc thế kỷ 7. Chất liệu của các công trình này xuất xứ từ thời kỳ xa xưa, thậm chí từ thời kỳ đầu của chế độ công xã nguyên thủy, hoặc có nguồn gốc từ thời kỳ đó. Tất cả đều cho thấy một bức tranh văn học Nhật Bản thời cổ là văn học dân gian theo đúng nghĩa đầy đủ của từ này, tuy chúng đã ít nhiều được tư liệu hóa và biên soạn theo chủ quan của các tác giả.

### Trung cổ

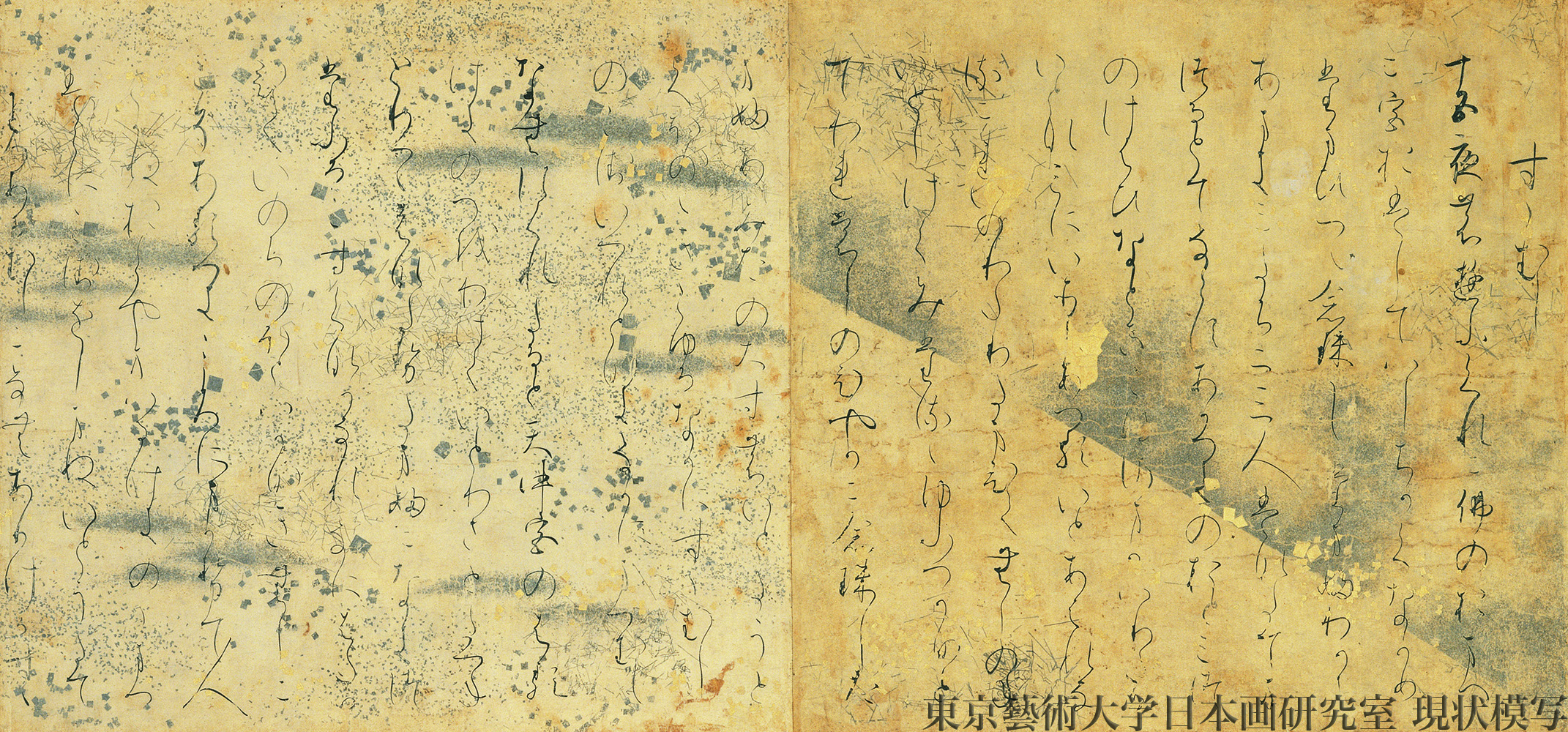
Một trang kana viết tay Genji monogatari từ hậu kỳ Heian, thế kỷ 12

Thời Trung cổ Nhật Bản kéo dài chừng 4 thế kỷ từ khi vương triều Nhật Bản thiên đô về Heian (nay là Kyoto) và lập kinh đô (Heian kyo) theo mô hình kinh đô Trường An thời nhà Đường Trung Hoa năm 794, cho đến khi Mạc phủ Kamakura được thiết lập năm 1183. Đây là giai đoạn đỉnh cao của vương triều Nhật Bản, sau đó quyền lực chuyển dần sang dòng họ Fujiwara (từ năm 898). Sự phổ biến của chữ viết kana và sự thành lập các tông phái Phật giáo như Thiên Thai tông (năm 805), Chân ngôn tông (năm 806), Tịnh độ tông (1175). Đóng vai trò chủ yếu trong nền văn học trung cổ là quý tộc triều đình Heian quây quần chung quanh dòng họ Fujiwara (Đằng Nguyên) nắm quyền bính thời bấy giờ.
Sự tiếp xúc lâu dài với nền văn hóa Trung Hoa thời tiền Heian là tiền đề cho sự ra đời của chữ viết và người Nhật Bản lần đầu tiên biết khái niệm "văn học" đến từ các nước lân cận. Họ biết có một loại văn học viết, văn học như một bộ môn riêng biệt. Điều này làm thay đổi toàn bộ bức tranh sáng tạo văn học của Nhật Bản: bên cạnh nhân dân và văn học truyền miệng sản phẩm của họ, đã xuất hiện một lớp người không hát những bài ca mà sáng tác thơ, không sáng tạo ra các thần thoại mà soạn những truyện ngắn.
Văn học Heian trong các thế kỷ 9-12 cho thấy hai hệ thống riêng biệt: thứ nhất, đó là những sáng tác dân gian vẫn tồn tại và phát triển mạnh mẽ tuy ngày nay giới nghiên cứu hầu như chỉ còn biết đến diện mạo của chúng qua cái mà giới quý tộc Heian quan tâm, với các bài ca Sabara và Kagura-uta; là những truyện cổ tích và truyền thuyết dân gian trong Konjaku Monogatari (今昔物語集, Kim tích vật ngữ, khoảng năm 1120) và Kokon Chomonshū (古今著聞集, Cổ kim trứ văn tập). Thứ hai, xuất hiện nền văn học của một đẳng cấp hạn hẹp: thơ và văn xuôi Heian, tách biệt khỏi văn học dân gian bởi chất liệu là thế giới sinh hoạt và tư tưởng của quý tộc Heian.
Về phương diện hình thức, thi pháp của thơ waka được hình thành với hợp tuyển Kokin Wakashū (古今和歌集, Cổ kim Hòa ca tập, năm 905 hay 914 niên đại Engi) hay còn gọi là Kokinshū (Cổ kim tập); hình thức tiểu thuyết đã xuất hiện cùng với những sáng tạo khởi đầu là Taketori Monogatari (竹取物語, Trúc thủ vật ngữ, tức "chuyện ông già đốn trúc", cuối thế kỷ 9), đi được một nửa chặng đường đến Ise Monogatari (伊勢物語, Y Thế vật ngữ, "truyện Ise" đầu thế kỷ 10) và đạt đỉnh cao với Genji Monogatari (源氏物語, Nguyên Thị vật ngữ, khoảng 1004-1011, nhưng thường được lấy mốc 1010); nhật ký với Tosa Nikki (土佐日記, Thổ Tá nhật ký, 935) và tùy bút với Makura no Soshi (枕草子, Chẩm thảo tử, "sách gối đầu" 936 hay 1001?).

### Trung thế

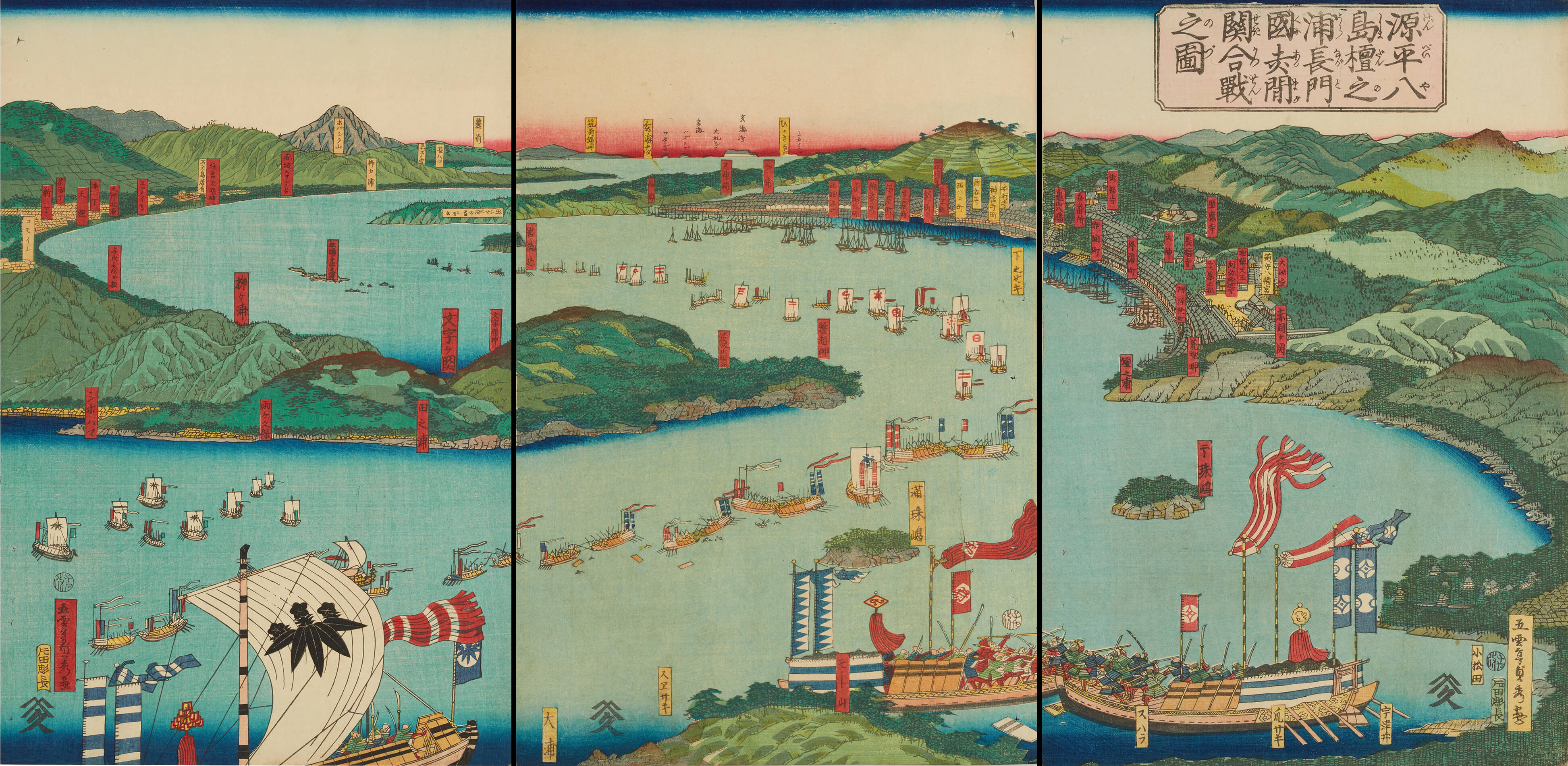
Trận Dan-no-Ura năm 1185 được miêu tả trong Heike monogatari, anh hùng ca phong kiến Nhật Bản

Thời kỳ mới trải suốt thời kỳ Kamakura (1185-1333), Tân chính Kemmu (1333-1336), thời kỳ Muromachi (1336-1573 [gồm Nanbokucho 1336-1392, Sengoku 1392-1467 và 1467-1573]) và thời kỳ Azuchi-Momoyama (1568-1603), bắt đầu với sự xuất hiện đẳng cấp samurai ghi dấu vào lịch sử bằng những cuộc nội chiến đẫm máu bao trùm toàn bộ nước Nhật giữa hai dòng họ lớn Taira và Minamoto kéo dài đến khi Minamoto Yorimoto trở thành tướng quân (Shogun), thiết lập chế độ Mạc phủ ở Kamakura miền Đông nước Nhật, mở đầu thời đại võ gia. Đây cũng là giai đoạn các võ sĩ Nhật Bản đương đầu với thủy binh Mông Cổ trong hai lần chống ngoại xâm (năm 1274/1275 và 1281). Năm 1333 tướng phủ Kamakura bị lật đổ và năm 1338 Ashikaga lập tướng phủ ở Kyoto. Năm 1500 nội chiến lan ra cả nước với nhiều phong trào nông dân nổi dậy và phải tới tận giai đoạn 1568-1598 đất nước mới thống nhất dưới thời Oda Nobunaga và Toyotomi Hideyoshi.
Những cuộc chiến đã làm nảy sinh dạng thức sử thi dân gian mới với không gian không còn là thần thoại về các vị thần mà là truyền thuyết về những anh hùng, những gunki (quân ký) hay genki (chiến ký). Nhân vật trung tâm của tác phẩm chuyển hướng từ nhân vật thần thoại trở thành cá nhân lịch sử, những người tham dự và những anh hùng của sử ca dân gian. Dấu ấn văn chương trung thế là sự ra đời của những anh hùng ca phong kiến Nhật Bản, như tác phẩm Heike Monogatari (平家物語, Bình Gia vật ngữ, 1220-1371), mô tả những võ sĩ đạo và bóng trăng mờ ảo sau những trận mưa máu, mà cảm quan về sự phù du của cõi người còn in đậm ngay từ những dòng thơ mở đầu tác phẩm.
Văn học của tầng lớp samurai tồn tại không ít hơn bốn thế kỷ, từ thế kỷ 13 đến thế kỷ 15 và đã trải qua những hưng thịnh và suy vong. Các tác phẩm như Hogen Monogatari (Bảo Nguyên vật ngữ), Heiji monogatari (Bình Trị vật ngữ) và Heike monogatari của thế kỷ 13 gắn bó chặt chẽ với thực tế lịch sử của thời kỳ này: lịch sử cuộc chiến giữa hai tập đoàn quý tộc phong kiến Nhật Bản, dòng họ Minamoto (源, Nguyên) và dòng họ Taira (平, Bình). Những tác phẩm này thể hiện sự khốc liệt của cuộc chiến, và những người tham gia vào nó được diễn tả trọn vẹn cả lý tưởng và lối sống. Về sau những anh hùng ca này thay đổi tính chất và được tiểu thuyết hóa, tạo nên những truyện phiêu lưu hiệp sĩ vốn rất quen thuộc với phương Tây đương thời, mà tác phẩm anh hùng ca về nhân vật Yoshitsune, cuốn Gikeiki (義経記, Nghĩa kinh ký) là một điển hình.
Nền văn học của các võ sĩ đạo đương thời cho thấy một bức tranh rộng lớn hơn nhiều so với văn học quý tộc thời Heian: văn học Heian được sáng tạo trong phạm vi hạn hẹp, thuộc tầng lớp cao của giai cấp quý tộc, trong khi đó văn học samurai mở rộng phạm vi giữa các chiến binh phong kiến, tầng lớp đông đảo đã thoát khỏi giai cấp nông dân còn chưa lâu hoặc về thực chất họ vẫn còn thuộc tầng lớp đó.
Những sáng tác văn xuôi của thời trung thế cho thấy chất liệu gắn bó chặt chẽ với văn học dân gian truyền miệng và mang đậm đặc tính dân gian hơn giai đoạn trước.
Trong văn học trung thế, bên cạnh tiến trình văn xuôi samurai, thi ca cũng tương tự. Những sáng tác dân gian đã xuất hiện những hình thức mới, như các bài ca imayo, được ghi lại bằng chữ viết từ mạt kỳ Heian nhưng phổ biến trước hết trong giới võ sĩ đạo. Trên mảnh đất của thi ca dân gian vui nhộn, bông lơn, hình thành nên thể loại thơ trào lộng haikai (俳諧, bài hài) mà những hình thức xa xưa hơn của chúng được hát tại các chùa chiền và ở các gia đình samurai tu hành, về sau đã được chú ý bởi các nhóm rộng rãi thuộc tầng lớp chiến binh, thương nhân và thợ thủ công nơi đô thị.

### Cận thế

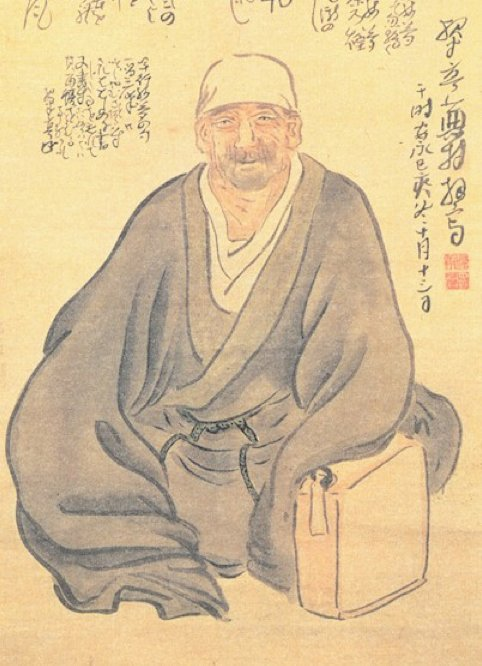
Matsuo Bashō, bậc thầy của thể thơ haiku

Thời kỳ cận thế Nhật Bản nằm trọn trong thời kỳ Tokugawa (1603-1868). Năm 1600 Tokugawa Ieyasu đập tan các cuộc nổi loạn ở Sekigahara và tới 1603 Tokugawa Ieyasu thống nhất đất nước, thiết lập Mạc phủ ở Edo (nay là Tokyo). Trong 200 năm tỏa quốc sau đó (kéo dài cho tới tận 1853 khi Đô đốc Matthew C. Perry (1794-1858, người Mỹ) buộc Nhật Bản phải mở cửa thông thương với nước ngoài) đất nước thanh bình, kinh tế tiền tệ phát triển, giáo dục nâng cao và hầu hết người dân thành thị biết đọc biết viết. Người dân thành thị trở thành trung tâm của xã hội và cuộc sống của họ phản ánh rõ nét trong văn học nghệ thuật.
Trong những năm cuối của thời kỳ Ashikaga, thế kỷ 15-16, những sáng tạo dân gian mà giai đoạn Kamakura được giới samurai quan tâm, đã không ngừng lại và được thẩm thấu tới một tầng lớp mới, hình thành một nền văn học khá đặc biệt so với giai đoạn trước đó: văn học của tầng lớp thị dân, nền văn học mất đi vẻ thanh tao nhưng tràn đầy sức sống của hiện thực với tất cả mọi khía cạnh như con người, cái đẹp, thiên nhiên, sắc dục. Đẳng cấp samurai giai đoạn đầu còn liên hệ chặt chẽ với nông dân, sau đó đã tách biệt trở thành quý tộc phong kiến và đóng kín trong phạm vi của mình. Ngược lại, giới thương nhân và thợ thủ công ngày càng liên hệ nhiều với đông đảo cư dân rộng lớn, với nông dân. Kết quả là sự ra đời của một loạt các thể tài sân khấu của giai cấp tư sản Nhật Bản thời phong kiến, những tác phẩm kịch nō (能) và kabuki (歌舞伎) thành thị thoát thai từ lối kể chuyện joruri (浄瑠璃, tĩnh lưu ly, một dạng múa rối). Loại truyện dân gian otogi zoshi (お伽草子) và những lối kể chuyện dân gian khác là khởi nguyên của các truyện ngắn theo thể kana zoshi (仮名草子). Rồi từ ngọn nguồn này nhiều thể loại khác của văn xuôi tự sự thời đại Tokugawa đã phát triển.
Cùng với điều đó, những nhà hoạt động văn học, tức tầng lớp thị dân, đã góp phần mình vào folklore, nghĩa là vào ngọn nguồn của nền văn học viết mới với các truyện kể được gọi là kodan và rokugo. Hai hình thức truyền miệng này dần được ghi chép lại và tạo thành một bộ phận hoàn chỉnh của văn học thành thị đương thời, thêm vào đó chúng còn cung cấp chất liệu cho các bộ phận khác của nền văn học này.
Về thơ, những thể loại thơ của quý tộc thời Heian được phổ cập rộng rãi trong cộng đồng đã dẫn đến sự sáng tạo ra thơ thành thị riêng của thời kỳ Tokugawa khi nó được kết hợp với folklore dân gian. Đó là các thể tài haikai (俳諧, bài hài) và senryu (川柳, xuyên liễu).
Những tác gia tiêu biểu của thời đại có thể kể đến Matsuo Basho (1644-1694) với thơ haiku, Chikamatsu Monzaemon (1653-1725) với kịch và Ihara Saikaku (1642-1693) với tiểu thuyết.

### Cận đại
Thời kỳ cận đại trong văn học Nhật Bản bắt đầu từ Minh Trị Duy Tân năm 1868 tới kết thúc thời kỳ Đại Chính năm 1926. Năm 1867 Mutsuhito lên ngôi, hiệu là Meiji (Minh Trị) và năm 1868 dời đô về Edo đặt tên là Tokyo, bắt đầu kỷ nguyên hiện đại hóa đất nước theo mô hình phương Tây, thay đổi chính sách trục xuất người nước ngoài bằng chính sách khai hóa văn minh, phú quốc cường binh, văn minh phương Đông kỹ nghệ phương Tây, khiến quốc gia hưng thịnh và trở thành một mẫu hình hiện đại hóa đất nước thành công độc nhất vô nhị tại Đông Á đương thời. Bên cạnh việc đưa trí thức sang châu Âu học hỏi, Nhật Bản đã bắt đầu đưa quân vào lục địa như tiến đánh Đài Loan năm 1874; buộc Triều Tiên mở cửa năm 1875; chiến tranh Thanh-Nhật năm 1894-1895; chiến tranh Nga Nhật năm 1904-1905, và chiến thắng nước da trắng đầu tiên này đã khiến Nhật manh nha ý thức đại đế quốc.
Sự hình thành văn học viết của các đẳng cấp thị dân đã đưa kết quả là nó dần xa rời những cội nguồn dân gian ban đầu của mình và chuyển thành văn học của một giai cấp, văn học của tư sản Nhật Bản, văn học hậu kỳ phong kiến Nhật Bản. Với sự nối tiếp truyền thống của văn học đô thị Tokugawa và nhờ ảnh hưởng của cách mạng Duy Tân Minh Trị, văn học tư sản của thời đại mới ra đời.
Trong khoảng những năm từ giữa thế kỷ 19 tới thời điểm kết thúc kỷ nguyên dân chủ Đại Chính, văn học Nhật Bản khởi phát bằng những vận động mạnh mẽ chưa từng có trong suốt 12 thế kỷ văn chương quá khứ. Hàng loạt những trào lưu đương thời của phương Tây, thông qua sách dịch tràn lan trong suốt cuộc Duy tân Meiji (Minh Trị, 1868-1912) và đầu thời Taishō (Đại Chính, 1912-1926), đã phân hóa giới cầm bút trong nước thành nhiều dòng phái nhiều khi đối đầu quyết liệt.

Văn hào Natsume Sōseki trong một bức ảnh chụp năm 1912, năm kết thúc kỷ nguyên Minh Trị

Có thể nhận thấy trong thời Meiji văn học đặc trưng bởi 5 khuynh hướng rất khác xa nhau: Phái truyền thống với Kōda Rohan (1867-1947), Ozaki Kōyō (1867-1903), Izumi Kyōka (1873-1939) viết về đề tài lịch sử và đương đại bằng lối văn truyền thống trang nhã, hoàn toàn thoát khỏi bức xạ của tư tưởng phương Tây đương thời, các giá trị thẩm mỹ là sự tiếp nối hoàn hảo văn chương thị dân thời Edo (1603-1868). Phái theo truyền thống một cách khách quan phản ứng lại những định kiến hay tán dương thái quá của người nước ngoài về Nhật Bản với đại diện Okakura Kakuzō (1862-1913), thiền sư Suzuki Daisetsu Teitaro (1870-1966); Phái sáng tạo từ cuộc đối đầu văn hóa là sự hòa trộn ưu thế văn minh Đông-Tây, tạo ra một lối văn xuôi mới cho tiếng Nhật với các đại diện Nagai Kafū (1879-1959), Kinoshita Mokutarō (1885-1945), Ishikawa Jun (1899-1987), Nakano Shigeharu (1902-1979), Natsume Sōseki (1867-1916); Phái Cơ đốc giáo và phái xã hội chủ nghĩa với các lãnh tụ Niijima Jō (1843-1890), Uchimura Kanzō (1861-1930); Phái trẻ địa phương và chủ nghĩa tự nhiên với phong cách thông tục thuần túy, quy tụ những tiểu thuyết gia như Tsubouchi Shōyō (1859-1935), Tayama Katai (1871-1930) và Masamune Hakuchō (1879-1962).
Đầu thế kỷ 20 những sáng tác theo khuynh hướng tự nhiên dần chiếm ưu thế trên văn đàn. Nhưng sau giai đoạn cực thịnh vào khoảng những năm 1909-1910, bước vào thời Taishō chủ nghĩa tự nhiên mất hẳn động lực sáng tạo trước những thành công của các nhà văn theo khuynh hướng phản tự nhiên chủ nghĩa bao gồm Dư dụ phái (yoyūha) với các đại biểu Natsume Sōseki (1867-1916), Mori Ōgai (1862-1922), Masaoka Shiki (1867-1902); Chủ nghĩa duy mỹ (Yuibishugi) với Kitahara Hakushū (1885-1942), Kinoshita Mokutarō, Yoshi Isamu (1886-1960), Nagai Kafū, Tanizaki Jun’ichirō (1886-1965), Bạch hoa phái (Shirakaba) của Arishima Takeo (1878-1923), Arishima Ikuma (1882-1974), Nagayo Yoshirō (1888-1961) và Chủ nghĩa tân hiện thực (Shingenjitsushugi) với Akutagawa Ryunosuke (1892-1927) cùng những đồng sự. Trào lưu tiểu thuyết tự thuật, hậu duệ của chủ nghĩa tự nhiên lên ngôi trong sự đối trọng với các cây bút tân hiện thực.
Về thơ, năm 1882 đánh dấu một mốc lớn đầu tiên của tiến trình hiện đại hóa thơ ca Nhật Bản khi Toyama Seiichi (1848-1900), Yatabe Ryokichi (1851-1899) và Inoue Tetsujiro (1855-1944) ba giáo sư Đại học Tokyo, trong khi dịch thơ Tây phương, đã thử sáng tác một số bài thơ theo phong cách châu Âu đương thời và cho in thành tập mang tên Shintaishi-sho (Tân thể thi sao). Shintaishi (tân thể thi, hay "thơ mới"), trong sự đối trọng với truyền thống Waka và haiku cổ xưa, đã không mất nhiều sức thuyết phục để được những cây bút trẻ nồng nhiệt đón nhận và thể nghiệm. Dần được thừa nhận về sau, đặc biệt với sự ra đời của thơ tự do vào những năm cuối của thời Meiji, thơ mới đã nở rộ cùng sự nở rộ của một loạt trào lưu văn học như chủ nghĩa lãng mạn, chủ nghĩa tượng trưng, khuynh hướng ấn tượng, thơ duy hiện đại vào nửa cuối của thời Taishō cho đến hết sơ kỳ Shōwa.

### Hiện đại

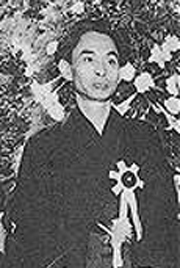
Văn hào Kawabata Yasunari, 1951

Thời kỳ hiện đại trong văn học Nhật Bản xuyên suốt Thời kỳ Chiêu Hòa (1926-1989) và cũng có thể được chia làm ba giai đoạn chính: Chiêu Hòa sơ kỳ (1926-1945), trung kỳ (1945-1952) và hậu kỳ (1952-1989). Giai đoạn Thế chiến đầu thời Shōwa (Chiêu Hòa, 1927-1985) đến năm kết thúc chiến tranh 1945 chứng kiến sự đụng độ của hai dòng văn học chính: văn học vô sản (Puroretaria bungaku) "vị nhân sinh" với các đại diện Tokunaga Shunaō (1899-1958), Kobayashi Takiji (1903-1933), và trường phái tân cảm giác (Shinkankaku-ha) "vị nghệ thuật" với đại diện Yokomitsu Riichi (1898-1947), Kataoka Tetsubei (1894-1944), Kawabata Yasunari (1899-1972), Nakagawa Yoichi (1897-1994).
Giai đoạn hậu chiến 1945-1952 với chính sách chiếm đóng quản thúc của Liên hiệp quốc đại diện là Mỹ kết thúc nhờ Hiệp ước giảng hòa San Francisco năm 1951. Từ 1955 nước Nhật bước vào giai đoạn tăng trưởng kinh tế cao độ, và những thành tựu ghi dấu sự phát triển vượt bậc của kinh tế quốc gia có thể kể đến trong giai đoạn này là sự kiện Olympic Tokyo năm 1964 khi đường sắt cao tốc với tàu Shinkansen được giới thiệu, và triển lãm Quốc tế Osaka năm 1970. Năm 1973 cú sốc dầu lửa khiến tăng trưởng nóng chững lại nhưng sau đó sự tăng trưởng kinh tế trở nên đều đặn và ổn định. Cùng với vị thế nâng lên trên trường quốc tế về kinh tế, văn hóa và văn học Nhật Bản lan tỏa, được quan tâm tìm hiểu và và được giới thiệu tại nhiều quốc gia, châu lục. Về văn học, các sự kiện đáng chú ý nhất giai đoạn này có thể kể đến là giải Nobel văn học đầu tiên của Nhật Bản (và thứ ba của châu Á) do Hội đồng Nobel Na Uy trao cho văn hào Kawabata Yasunari năm 1968, đúng dịp kỷ niệm 100 năm hiện đại hóa nước Nhật nói chung và hiện đại hóa văn học Nhật Bản nói riêng tính từ cuộc cải cách Minh Trị; và sự kiện nhà văn Mishima Yukio tổ chức chiếm cơ quan Cục phòng vệ Nhật Bản thất bại, tự sát bằng nghi thức seppuku năm 1970.

### Đương đại

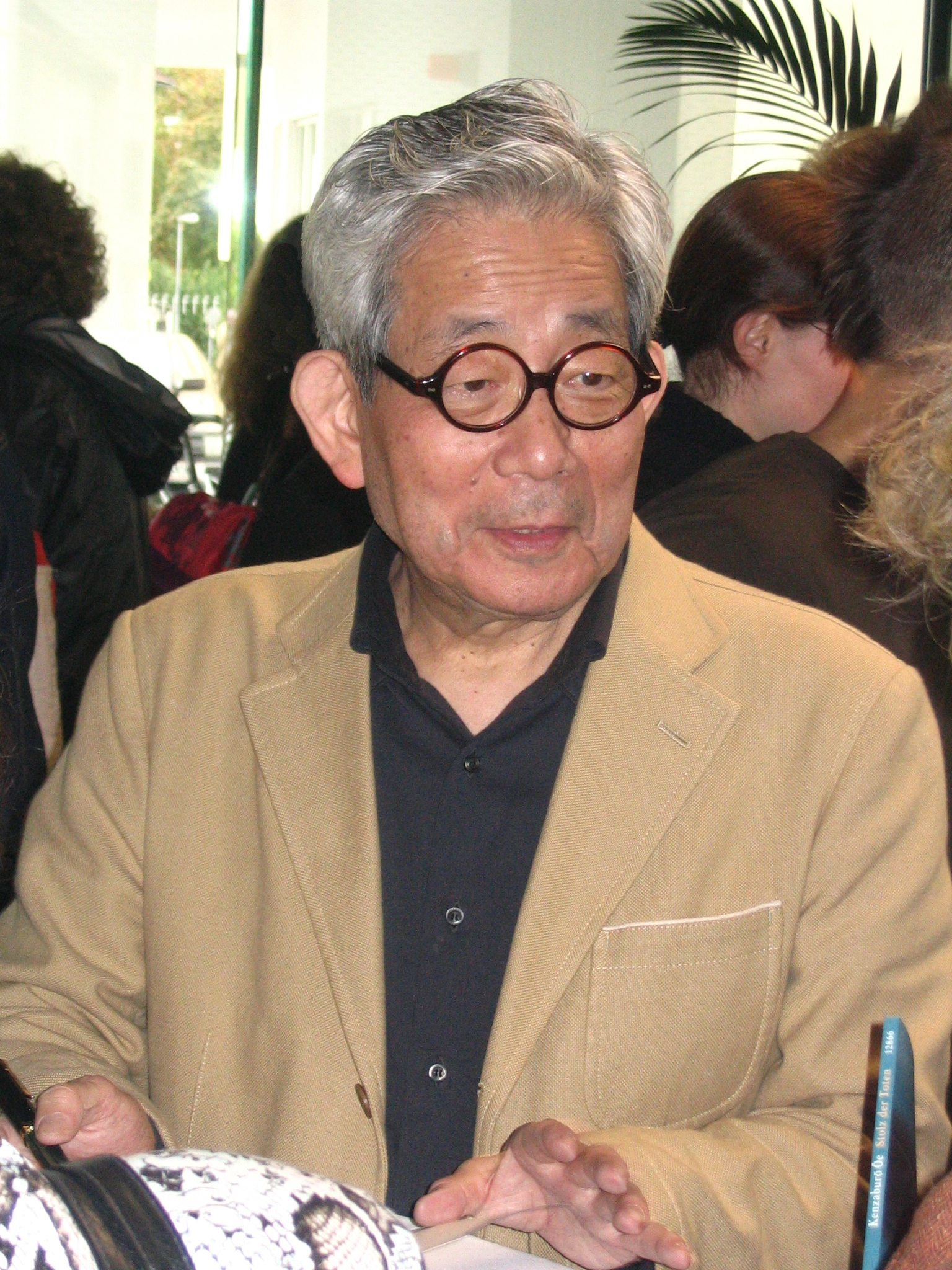
Văn hào Ōe Kenzaburo

Văn học đương đại Nhật Bản có thể tính từ kỷ nguyên Bình Thành (từ 1989 tới nay). Đây là giai đoạn tại Nhật Bản tăng trưởng kinh tế chững lại, bong bóng tài chính bị vỡ và bắt đầu kỷ nguyên trì trệ và suy thoái kinh tế. Nhà văn Ōe Kenzaburo (1935-) mang về cho nước Nhật giải Nobel văn chương thứ hai vào năm 1994.
Trong giai đoạn này cũng chứng kiến sự nổi lên của "hai Murakami và một Banana": Murakami Haruki (1949-), Murakami Ryu (1952-), và Banana Yoshimoto (1964-).

## Đặc điểm

### Vai trò của văn học trong nền văn hóa Nhật Bản
Vai trò của văn học và các nghệ thuật tạo hình trong nền văn hóa Nhật Bản có tầm quan trọng đặc biệt. Trong mọi thời đại lịch sử văn hóa Nhật Bản thể hiện khuynh hướng phi logic, phi hệ thống và phi trừu tượng hóa, và người Nhật đã thể hiện tư tưởng của mình không nhiều lắm trong các hệ thống triết học và tôn giáo trừu tượng như người châu Âu thời Trung Cổ nhưng lại biểu hiện trong các tác phẩm văn học cụ thể. Thi tuyển Vạn diệp tập là tác phẩm thể hiện tư tưởng và thái độ của người Nhật thời đại Nara (710-794) rõ ràng hơn tất cả các tác phẩm của học thuyết Phật giáo cùng thời đại. Thời đại Nara cũng điển hình cho sự sản sinh những kiệt tác văn chương nhưng không xuất hiện bất kỳ một hệ thống triết học nào.
Trong lịch sử văn học Nhật Bản vẫn cho thấy đôi khi quy luật trên có ngoại lệ nhỏ, đó là sự trỗi dậy của hệ thống tư tưởng Phật giáo thời đại Kamakura (1185-1333) và Khổng giáo thời Tokugawa. Tuy nhiên, ngay cả trong trường hợp Phật giáo của thời kỳ Kamakura, triết lý tôn giáo của những thiền sư Honen và Dōgen cũng không được hệ thống hóa một cách đầy đủ bởi những người kế tục họ, và việc tiếp thu các nhà Khổng giáo thời Edo như Ito Jinsai và Ogyu Sorai có thể có ảnh hưởng đến thời kỳ sau nhưng vẫn không dẫn tới tư duy trừu tượng hơn và tính chất suy đoán rộng lớn hơn. Thực tế cho thấy văn học và nghệ thuật luôn là những lĩnh vực trung tâm của nền văn hóa Nhật Bản, lịch sử văn học Nhật Bản chính là lịch sử tư tưởng và tình cảm Nhật Bản. So sánh với Trung Quốc lại cho thấy một khác biệt, có thể nói một cách ẩn dụ rằng nếu văn học Nhật Bản chuyên trở vai trò của triết học thì văn học Trung Quốc lại được xem như triết học.
Trong mối quan hệ giữa văn chương Nhật Bản và các bộ môn nghệ thuật khác, các nhà nghiên cứu nhận thấy sự gắn kết tương hỗ của chúng rất rõ rệt, khi những bài ca và chuyện kể của các pháp sư mù gẩy đàn tì bà (biwa) là nội dung của những cuốn truyện như Ise monogatari, những bức tranh cuộn emakimono hỗ trợ đắc lực cho việc truyền tải tư tưởng của Genji monogatari thời Heian hay những bản nhạc được sáng tác cho kịch Nō thời đại Muromachi (1392-1568) và kịch joruri thời Edo.

### Mô hình phát triển của lịch sử
Văn học Nhật Bản có chiều dài lịch sử đứng thứ nhì thế giới sau văn học Trung Quốc, và những cội nguồn xa xưa nhất của nó có thể tìm thấy từ những tác phẩm được viết vào giai đoạn sớm hơn thế kỷ thứ 8. Nhiều nền văn học khác trên thế giới có nguồn gốc xa hơn, nhưng ít nền văn học có truyền thống lâu đời, không thể phá vỡ về cách viết bằng cùng một ngôn ngữ kéo dài cho tới ngày nay. Chẳng hạn, không có nền văn học bằng ngôn ngữ Sanskrit được viết đến thời hiện đại, và các nền văn học nở rộ tại châu Âu như văn học Anh, văn học Pháp, văn học Đức, văn học Italia không thể vạch ra nguồn gốc của chúng xa hơn thời Phục Hưng.
Lịch sử văn học Nhật Bản không chỉ là lâu dài mà còn bao gồm một số đặc điểm riêng biệt trong mô hình phát triển của nó: trong lịch sử văn học Nhật Bản chưa bao giờ có trường hợp một hình thức, phong cách hay một quan niệm thẩm mỹ có ảnh hưởng trong một thời kỳ lại không được kế tục bởi một hình thích mới hơn ở thời kỳ tiếp theo. Cái mới không thay thế mà bổ sung cho cái cũ thay vì loại bỏ cái cũ, rất khác với nền văn học Trung Quốc khi mà tính kế tục truyền thống và tính thống nhất về văn hóa sẽ bị đe dọa nếu một hình thức mới xuất hiện, và cuộc xung đột dữ dội buộc một trong hai cái (thường là cái mới) phải bị loại bỏ khỏi mô hình phát triển của lịch sử. Điều này chưa từng xảy ra ở Nhật Bản, ví dụ, thể thơ trữ tình waka của Nhật Bản tồn tại từ thế kỷ thứ 8 nhưng đến thế kỷ 17 một hình thức mới, thơ haiku, xuất hiện, và hiện nay thơ tự do được thừa nhận rộng rãi. Tuy nhiên cả ba loại thơ trên đều vẫn song hành tới thời hiện đại và chưa thể loại nào mất đi vai trò của chúng trong nền văn học Nhật Bản.
Bởi vì mô hình phát triển lịch sử cơ bản theo nghĩa cái cũ không mất đi, nên có tính thống nhất và tính kế tục đáng kể trong lịch sử văn học Nhật Bản, đồng thời bởi cái mới luôn được bổ sung từ cái cũ, nên với mỗi thời đại mới các hình thức văn học và các giá trị thẩm mỹ trở thành khác biệt và đa dạng hơn.

### Ngôn ngữ và hệ thống chữ viết

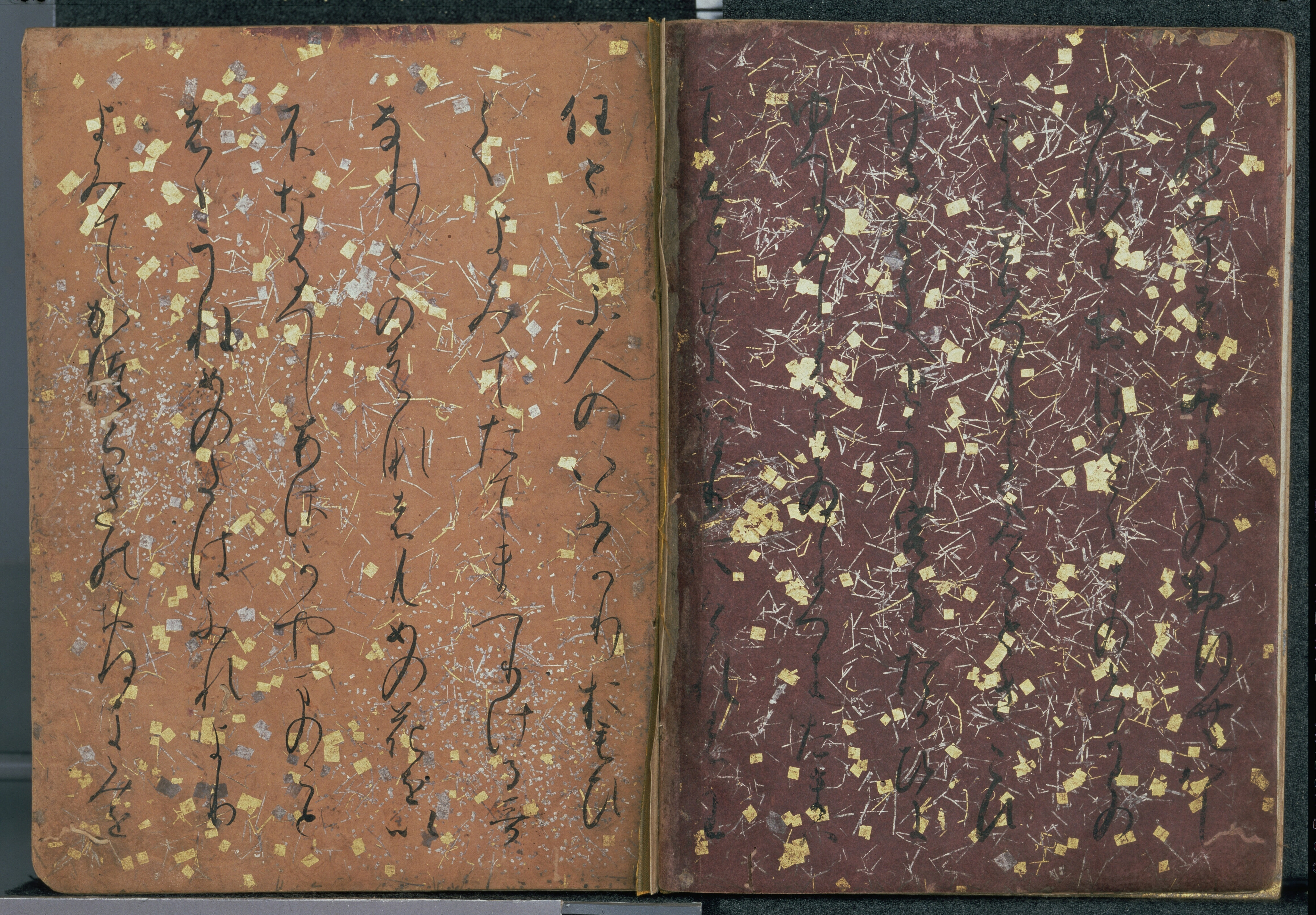
Một trang viết bằng chữ kana trong thi tuyển Kokin Wakashū, đầu thế kỷ thứ 10

Trong khoảng thế kỷ thứ 5, vì người Nhật chưa có hệ thống chữ viết của chính mình khi lần đầu tiếp xúc với văn hóa của lục địa châu Á, nên hệ thống chữ viết Trung Quốc đưa vào lập tức được thừa nhận. Tuy nhiên, do tính chất đơn âm, tiếng Trung thích nghi ở Nhật Bản chỉ bằng hai phương pháp mô phỏng: hoặc giữ lại nghĩa của chữ và bỏ âm thanh, hoặc giữ lại âm thanh và bỏ nghĩa chữ, và trong thực tế cả hai dạng thức này đều được áp dụng. Âm thanh của tiếng Trung Quốc được giữ lại nhiều trong ba tuyệt tác văn chương cổ điển: Cổ sự ký và Vạn diệp tập là cách phát âm của miền Nam Trung Quốc thế kỷ 5 và 6, và một số từ trong Nhật Bản thư kỷ là cách phát âm của miền Bắc Trung Quốc thế kỷ 7. Việc dùng chữ Trung Quốc của người Nhật để viết ngôn ngữ của chính mình cũng sáng tạo ra một phương pháp đọc thơ và văn xuôi gốc Trung Quốc theo kiểu cách của Nhật.
Khoảng cuối thế kỷ 8 hệ tiếng Nhật Bản xứ kana được sáng tạo và thừa nhận khiến thời đại tiền Heian đánh dấu bước ngoặt trong chữ viết của ngôn ngữ Nhật Bản. Văn học từ thế kỷ 7 đến thế kỷ thứ 9 của Nhật được viết song song bằng hai ngôn ngữ: Nhật Bản và Trung Quốc (hay chí ít là cách chuyển đổi tiếng Trung Quốc thành tiếng Nhật). Thế kỷ thứ 10 và 11 đánh dấu sự nở rộ của dòng văn chương trữ tình ngọt ngào nữ tính của các nữ sĩ cung đình, những người sử dụng thành thạo hệ văn tự kana nhưng không mấy mặn mà với những sáng tác theo dạng kanbun (Hán văn) rất thịnh hành đối với nam giới trí thức. Tất nhiên, văn học bản xứ được sáng tác bằng tiếng Trung (Kanbun, Hán văn) đã ảnh hưởng đến hệ thống từ vựng của văn học Nhật Bản bản xứ, đổi lại, cũng có sự ảnh hưởng của Nhật Bản được in dấu tương tự đối với loại tác phẩm được viết bằng tiếng Trung. Ví dụ tiêu biểu cho hai hiện tượng này có thể kể đến hai tác phẩm Konjaku monogatari và Meigetsu-ki, nó cho thấy sự ra đời sau đó của hai phong cách văn học, một với ảnh hưởng của cách phát âm Trung Hoa, và phong cách kia với hầu như không có ảnh hưởng gần gũi lắm với ngôn ngữ thông tục vốn gắn với cuộc sống hàng ngày của người Nhật khi người này nói với người kia, đã làm giàu đáng kể cho văn học Nhật Bản.
Trong thơ lại cho thấy một bức tranh đặc biệt, người Nhật thể hiện tình cảm của mình trong thơ ca một cách bình thường với thể loại waka (和歌, Hòa ca) viết bằng ngôn ngữ bản xứ, một hình thức thơ phong phú hơn và tinh tế hơn thơ Đường. Tuy nhiên, qua thời gian việc dùng ngôn ngữ Trung Hoa ngày càng nhiều trong thơ và thế giới tình cảm của những thời đại hậu Heian, như Muromachi chẳng hạn, được thể hiện tiêu biểu không chỉ bởi thơ Renga (liên ca) bằng ngôn ngữ bản xứ mà còn bởi thơ Trung Quốc của các thiền sư Gozan.
Trong thời kỳ Minh Trị và cả sau đó, sự hữu ích của từ vựng Trung Quốc được sử dụng lâu dài trong ngôn ngữ Nhật Bản, ngay cả khi người Nhật chịu sức ép phải đưa các khái niệm phương Tây vào ngôn ngữ của họ. Bằng cách sử dụng Hán tự, người Nhật đã thành công trong việc chuyển nghĩa các thuật ngữ, khái niệm có gốc Âu châu, tạo nên sự khác biệt rõ ràng với hoàn cảnh của hầu hết các nền văn hóa không mang tính chất phương Tây khác vẫn còn sử dụng nguyên bản không dịch. Việc lưu tâm đến bản địa hóa các khái niệm ngoại lai từ rất sớm, đã đóng góp phần quan trọng cho tiến trình hiện đại hóa toàn diện nước Nhật, trong đó có văn học, sau cuộc Duy tân Minh Trị.

### Cơ sở xã hội

#### Khuynh hướng hướng tâm
Đặc điểm nổi bật của văn học Nhật Bản chính là khuynh hướng hướng tâm của nó. Hầu như tất cả các tác giả và phần đông độc giả sống ở các thành phố và cuộc sống đô thị cung cấp phần lớn chất liệu cho các tác phẩm văn học. Ở khắp mọi nơi trên đất nước Nhật Bản có thể gặp những bài ca ballad truyền miệng và những câu chuyện dân gian, nhưng chỉ ở thành phố thì các tác phẩm mới được sưu tầm, biên soạn và văn bản hóa lần đầu tiên. Ở Nhật Bản trong bất kỳ thời đại nào, mỗi thành phố đều có xu hướng trở thành trung tâm văn hóa của đất nước và khuynh hướng văn học tập trung vào một xã hội đô thị lớn là nổi bật nhất ở Kyoto từ thế kỷ thứ 9, Osaka vào thế kỷ thứ 17 và Tokyo sau Duy tân Minh Trị 1868, và kể từ thời đại của thi hào Hitomaro đến thời đại Sito Mokichi, không còn một nhà thơ nào còn dùng tiếng địa phương trong tác phẩm của mình. Điều này khá khác biệt với khuynh hướng ly tâm trong văn học Trung Quốc, khi mà các nhà thơ đời Đường không phải bao giờ cũng lấy tư liệu từ kinh đô Trường An mà thường đi qua các tỉnh viết về đặc điểm mỗi vùng. Ở phương Tây khuynh hướng ly tâm trong văn học còn thể hiện rõ ràng hơn ở Trung Quốc: thời Trung cổ của châu Âu là thời đại của người hát rong và của các nhà thông thái đi từ trường đại học này đến đại học khác và viết ra những bài thơ bằng tiếng Latin. Ngay cả trong thời hiện đại ở châu Âu cũng hầu như không có một trường hợp cá biệt nào về hoạt động văn học của Đức hay Ý được tập trung tại các thành phố riêng lẻ, ngoại trừ Paris của Pháp.

#### Tầng lớp văn học
Sự quy tụ giới học giả uyên bác tại những đô thị tạo thành những trung tâm văn học của Nhật Bản và hệ quả của nó là sự hình thành tầng lớp văn học khá giống với hoàn cảnh phương Tây nhưng lại khác biệt với Trung Quốc, thay đổi từ thời đại này sang thời đại khác khi trung tâm chính trị dịch chuyển. Tầng lớp sáng tác văn học Nhật Bản, có thể coi là giới trí thức tinh hoa về văn hóa, thay đổi đã cung cấp nhiều cách viết mới cho văn học, những giá trị thẩm mỹ và tư liệu cho nó.
Không hoàn toàn hình thành từ thời Nara khi ngọn hải đăng của thi ca Nhật Bản, Vạn diệp tập, là sự quy tụ của mọi tầng lớp từ vua chúa, công nương, tướng lĩnh cho đến người binh sĩ, đốn củi, kẻ ăn mày, nhưng Cổ kim tập (Kokinshu) được biên soạn khoảng 100 năm sau Vạn diệp tập, và 20 thi tập khác ứng với mỗi giai đoạn trị vì của một Thiên hoàng sau đó, đã quy tụ các tác giả hầu như là giai cấp quý tộc từ thế kỷ 9 bao gồm cả tầng lớp quý tộc cấp thấp, nữ sĩ cung đình và các nhà sư, tạo nên một tầng lớp văn học độc quyền.
Khi trung tâm chính trị của Nhật Bản dịch chuyển từ Kyoto sang Kamakura thì giai cấp quý tộc như những nhà thống trị văn đàn Nhật Bản dần bị lấn át bằng tầng lớp quân sự, hình thành các tác phẩm văn chương theo thể loại quân ký (gunki) và thuyết thoại (setsuwa). Tuy vậy, các quý tộc cung đình vẫn chưa kết thúc vai trò lịch sử của họ, dù sự ly gián khỏi xã hội quân sự đã hình thành những trí thức từ bỏ thế giới để sống trong các lều cỏ và đền miếu và một hệ thống văn chương ẩn dật đầu tiên trong lịch sử văn học Nhật Bản.
Ở thời đại Tokugawa tầng lớp quân sự đã bắt đầu học, viết và sáng tạo văn chương như những tác giả của thơ và văn xuôi theo Khổng giáo. Nhưng đồng thời xã hội xuất hiện tầng lớp độc giả mới là dân thành thị (chonin, thị dân). Đầu thời đại Tokugawa tác gia văn học là bộ phận chính của tầng lớp samurai nhưng mạt kỳ Tokugawa không chỉ samurai mà có cả các chonin và thậm chí cả nông dân.
Sau cuộc Duy Tân Minh Trị 1868 tầng lớp văn học Nhật Bản chủ yếu là giới trung lưu đô thị và các nhà văn thường bao gồm các nhóm: tầng lớp samurai, chonin, và những người xuất thân từ địa chủ nhỏ và trung lưu địa phương nhưng thành đạt sự nghiệp của họ tại Tokyo.

#### Tổ chức văn học
Các nhà văn Nhật Bản điển hình cho sự liên kết chặt chẽ trong tổ chức của họ và thể hiện thái độ đóng cửa đối với các tổ chức khác. Tuy nhiên, vấn đề này thể hiện hai hệ quả rõ rệt: 1. sự liên kết hoàn toàn của văn học trong nền văn hóa của giai cấp thống trị (ví dụ văn học thời đại Heian chiếm vị trí trong giới quý tộc cung đình, trong khi đó văn học thời Tokugawa được hưởng sự giúp đỡ trực tiếp từ xã hội quân sự tập trung và xã hội thị dân), và 2. không có sự hội tụ của các nhà văn Nhật Bản trong các tầng lớp thống trị, văn học không thu hút các tầng lớp thống trị hay nói cách khác nó chưa hề chứng tỏ tầm quan trọng đặc biệt của nó đối với chế độ, thậm chí thể hiện thái độ ẩn dật rõ rệt đối với mọi thể chế chính trị. Sự xa lánh của văn học và sự hình thành các tổ chức bundan (văn đàn) khép kín sau cuộc cải cách Minh Trị thường được xem là hiện tượng đặc biệt: cuộc chiến tranh Thái Bình Dương không ảnh hưởng đến văn học và hầu như không hề có tác phẩm nào phản ánh điều đó ngoại trừ một vài bút ký của các phi công, thủy thủ.
Khuynh hướng các nhà văn thống nhất thành những nhóm đã ít nhiều khiến nguồn tư liệu trong văn học Nhật Bản bị hạn chế. Các nhà văn chuyên nghiệp trở nên rất thống nhất trong nhóm của họ đến nỗi họ dường như không biết gì về thế giới bên ngoài. Những ví dụ về thi ca cho thấy có sự giống nhau đến ngạc nhiên về các chủ đề trong các bài thơ của các hợp tuyển lớn từ tập Cổ kim tập đến Tân cổ kim tập (Shinkokinshu) với những điển tích về hoa anh đào, lá momizi, nhiều bài thơ về trăng nhưng hầu như không có bài thơ về sao. Khuynh hướng đóng chặt này cũng ảnh hưởng lớn với những tiểu thuyết theo thể loại monogatari hậu Truyện kể Genji khi những monogatari này thường liên kết riêng với đời sống quý tộc và không quan tâm đến những bộ phận khác của xã hội. Về cơ bản tình trạng này không thay đổi từ thời đại Kamakura đến thời Muromachi, khi mà thơ renga và kịch nō kế thừa văn hóa cung đình, gunki (quân ký) bắt nguồn từ Heike monogatari, và có lẽ chỉ có thể loại kịch Kyogen thể hiện ít nhiều ngoại lệ: các nhân vật là người phục vụ thuộc tầng lớp samurai, thợ thủ công và vợ của họ, những người mù, kẻ cắp, kẻ lừa đảo v.v. Những ví dụ về thơ viết theo lối chữ Hán (kanshi, Hán thi) trong suốt lịch sử văn học Nhật thời Trung cổ và tiểu thuyết tự thuật (watakushi shosetsu) đầu thế kỷ 20 cũng phản ánh rõ rệt sự hạn chế về mặt đề tài do tác giả của chúng vốn thuộc một bundan.

### Thế giới quan
Thế giới quan của người Nhật chuyển biến bởi sự thâm nhập của các hệ thống tư tưởng nước ngoài khác nhau không nhiều bằng sự bám chặt dai dẳng vào thế giới quan bản xứ và vào sự tích hợp bản sắc Nhật Bản đến các hệ thống ngoại nhập. Những ví dụ tiêu biểu về các hệ thống tư tưởng nước ngoài đã ảnh hưởng đến người Nhật có thể tìm thấy trong Phật giáo, Khổng giáo, Cơ đốc giáo và chủ nghĩa Mác. Trong khi đó, thế giới quan bản địa nổi lên ở Nhật Bản vào khoảng thế kỷ thứ 4 và thế kỷ thứ 5 tạo thành từ một hệ thống tín ngưỡng đa thần phức tạp, bao gồm các yếu tố thờ cúng tổ tiên, đạo Shaman và thuyết vật linh, và có nhiều khu biệt tùy theo địa phương. Lịch sử Nhật Bản cho thấy sự đối đầu giữa hai khuynh hướng này, trong một số trường hợp thế giới quan của nước ngoài được chấp nhận, một số trường hợp khác nó bị phản bác, nhưng phần lớn hệ thống tư tưởng ngoại lai được thích nghi với những nhu cầu của người Nhật. Thế kỷ 7 đến thế kỷ 16 Phật giáo đóng vai trò quan trọng trong nền tảng văn hóa Nhật Bản, Khổng giáo ảnh hưởng mạnh mẽ giai đoạn từ thế kỷ 14 đến thế kỷ 15. Cơ đốc giáo chỉ có ảnh hưởng từ cuối thế kỷ 16 đến đầu thế kỷ 17 và từ cuối thế kỷ 19 trở đi. Cuối cùng, chủ nghĩa Mác bắt đầu ảnh hưởng đến Nhật Bản từ giai đoạn mạt kỳ Minh Trị đến giữa thế kỷ 20 mà khởi điểm với Kōtoku Shūsui (1871-1911) và người kế tục xuất sắc của ông là Kawakami Hajime (1897-1946).
Nền tảng thế giới quan của văn học Nhật Bản có thể được chia thành ba loại: một mặt là các hệ thống tư tưởng từ nước ngoài dưới hình thức nguyên gốc của chúng, khác nhau trong thời đại khác nhau, trong khi mặt khác là tư tưởng Nhật Bản bản xứ còn lại không thay đổi qua lịch sử. Ở giữa hai cực đối trọng nói trên là các hệ thống tư tưởng khác nhau của nước ngoài bị ảnh hưởng hoàn toàn của Nhật. Lịch sử văn học Nhật Bản hiện đại cũng có thể giải thích theo những phản ứng lại ba loại thế giới quan đáng lưu ý này: văn học thời Minh Trị có thể quy vào ba nhóm: phái theo truyền thống một cách khách quan, phái Tây học, phái sáng tạo từ cuộc đối đầu văn hóa Đông-Tây. Tới giữa thế kỷ 20 vẫn có nhiều văn sĩ minh chứng cho đối trọng các thế giới quan khác nhau: Kawabata Yasunari và Miyamoto Yuriko là hai cực, trong khi Kobayashi Hideo và Ishikawa Jun (1899-1987) lại ở giữa hai cực.

## Truyện tranh
Manga (tiếng Nhật: kanji: 漫画, hiragana: まんが, katakana: マンガ, Hán-Việt: mạn họa) là một cụm từ trong tiếng Nhật để chỉ các loại truyện tranh và tranh biếm họa. Manga được xem là từ đặc biệt để chỉ riêng truyện tranh xuất phát từ Nhật Bản. Vào năm 2007, manga chiếm lĩnh một thị trường toàn cầu nhiều tỷ đôla. Manga phát triển từ ukiyo-e theo kiểu vẽ tranh. Nó phát triển nhanh chóng sau thế chiến thứ 2. Manga được hầu hết các hạng người đọc ở Nhật. Từ Manga-ka tương ứng với Họa sĩ truyện tranh, người chuyên về viết vẽ manga. Do hầu hết các danh từ trong tiếng Nhật không ở dạng số nhiều nên manga có thể dùng để chỉ nhiều loại truyện tranh, đôi khi trong tiếng Anh cũng được viết là mangas.

## Ảnh hưởng ngoại quốc
Văn học Nhật Bản ban đầu chịu ảnh hưởng sâu sắc của chữ Hán cổ. Nhưng trải qua một thời gian, văn học Nhật Bản đã phát triển theo phong cách riêng của mình. Văn học Nhật Bản dù thế vẫn chịu ảnh hưởng của văn học và văn hóa Trung Hoa cho đến cuối thời kỳ Edo.
Sau khi Nhật Bản bãi bỏ chính sách bế quan toả cảng và thiết lập ngoại giao với các nước phương Tây (cuối thế kỷ 19), văn học Nhật Bản đã chịu ảnh hưởng của văn học phương Tây và cho đến nay vẫn chịu ảnh hưởng lớn từ nền văn học này.

## Tác gia và tác phẩm chính

### Tác gia
Các tác gia và tác phẩm văn học nổi tiếng của Nhật Bản được xếp theo thứ tự thời gian như dưới đây. Để có một danh sách đầy đủ về các tác gia Nhật Bản, xin xem Danh sách tác gia Nhật Bản:
- Kakinomoto no Hitomaro (k. 660–k. 720)
- Ōtomo no Yakamochi (k. 718–785)
- Ariwara no Narihira (825–880)
- Ono no Komachi (k. 825 – k. 900)
- Sugawara no Michizane (845–903)
- Ki no Tsurayuki (872–945)
- Lady Ise (k. 875 – k. 938)
- Minamoto no Shitagō (911–983)
- Michitsuna no Haha (k. 935 – k. 995)
- Akazome Emon (k. 956 – k. 1041)
- Sei Shōnagon (966–1017/1024)
- Murasaki Shikibu (970->980-1014/1016/1031)
- Izumi Shikibu (k. 976 – k. 1027):
- Sarashina (k. 1008 – k. 1059)
- Saigyō Hōshi (1118–1190)
- Heike Monogatari (k. 1212–1309)
- Ogura Hyakunin Isshu (k. 1235)
- Fujiwara no Teika (1162–1241)
- Yoshida Kenkō (1283/1284–1350)
- Miyamoto Musashi (k. 1584–1645)
- Ihara Saikaku (1642–1693)
- Matsuo Bashō (1644–1694)
- Chikamatsu Monzaemon (1653–1725)
- Yamamoto Tsunetomo (1659–1719)
- Yokoi Yayū (1702–1783)
- Fukuda Chiyo-ni (1703–1775)
- Yosa Buson (1716–1784)
- Motoori Norinaga (1730–1801)
- Sugita Genpaku (1733–1817)
- Ueda Akinari (1734–1809)
- Santo Kyoden (1761–1816)
- Jippensha Ikku (1765–1831)
- Kyokutei Bakin (1767–1848)
- Edo Meisho Zue (văn học du lịch, 1834)
- Hokuetsu Seppu (tác phẩm về địa lý nhân văn, 1837)
- Nakane Kōtei (1839–1913)
- Lafcadio Hearn (1850–1904)
- Mori Ōgai (1862–1922)
- Futabatei Shimei (1864–1909)
- Itō Sachio (1864–1913)
- Ozaki Koyo (1867–1903)
- Natsume Sōseki (1867–1916)
- Kōda Rohan (1867–1947)
- Masaoka Shiki (1867–1902)
- Ozaki Kōyō (1868–1903)
- Doppo Kunikida (1871–1908)
- Ichiyō Higuchi (1872–1896)
- Tōson Shimazaki (1872–1943)
- Izumi Kyoka (1873–1939)
- Noguchi Yonejiro (1875-1947)
- Takeo Arishima (1878–1923)
- Akiko Yosano (1878–1942)
- Kafū Nagai (1879–1959)
- Shiga Naoya (1883–1971)
- Kansuke Naka (1885–1965)
- Yaeko Nogami (1885–1985)
- Ishikawa Takuboku (1886–1912)
- Tanizaki Jun'ichiro (1886–1965)
- Kan Kikuchi (1888–1948)
- Hyakken Uchida (1889–1971)
- Akutagawa Ryūnosuke (1892–1927)
- Eiji Yoshikawa (1892–1962)
- Edogawa Ranpo (1894-1965)
- Kaneko Mitsuharu (1895–1975)
- Miyazawa Kenji (1896–1933)
- Juza Unno (1897–1949)
- Shigeji Tsuboi (1897–1975)
- Chiyo Uno (1897–1996)
- Kuroshima Denji (1898–1943)
- Tsuboi Shigeji (1898–1975)
- Ishikawa Jun (1899–1987)
- Kawabata Yasunari (1899–1972)
- Miyamoto Yuriko (1899–1951)
- Tsuboi Sakae (1899–1967)
- Motojirō Kajii (1901–1932)
- Oguma Hideo (1901–1940)
- Yokomizo Seishi (1902-1981)
- Kobayashi Takiji (1903–1933)
- Fumiko Hayashi (1903–1951)
- Tamiki Hara (1905–1951)
- Ishikawa Tatsuzo (1905-1985)
- Fumiko Enchi (1905–1986)
- Ango Sakaguchi (1906–1955)
- Dazai Osamu (1909–1948)
- Shōhei Ōoka (1909–1988)
- Sakunosuke Oda (1913–1947)
- Haruo Umezaki (1915–1965)
- Ayako Miura (1922–1999)
- Endo Shusaku (1923–1996)
- Ryōtarō Shiba (1923–1996)
- Abe Kōbō (1924–1993)
- Toyoko Yamasaki (1924–2013)
- Mishima Yukio (1925–1970)
- Osamu Tezuka (1928–1989)
- Akiyuki Nosaka (1930–2015)
- Sawako Ariyoshi (1931–1984)
- Ayako Sono (1931–)
- Inoue Hisashi (1933–2010)
- Ōe Kenzaburo (1935–2023)
- Michiko Yamamoto (1936–)
- Nakagami Kenji (1946–1992)
- Murakami Haruki (1949–)
- Natsuo Kirino (1951–)
- Murakami Ryu (1952–)
- Yōko Ogawa (1962–)
- Yoshimoto Banana (1964–)
- Mieko Kawakami (1976–)
- Sayaka Murata (1979–)
- Natsuko Imamura (1980–)
- Akira Otani (1981–)
- Ao Omae (1992–)

Trong danh sách này, Mori Ogai, Natsume Soseki, Tanizaki Jun’ichiro, Akutagawa Ryunosuke, Dazai Osamu, Kawabata Yasunari, Mishima Yukio, Abe Kōbō, Oe Kenzaburo và Murakami Haruki hợp thành "10 tác gia trụ cột của văn học Nhật Bản hiện đại".

### Tác phẩm chính
- Kojiki
- Nihon Shoki
- Vạn diệp tập
- Makura no Sōshi (Sei Shonagon)
- Tsurezure Gusa (Yoshida Kenkō)
- Truyện kể Genji (Murasaki Shikibu)
- Kokin Wakashū
- Shin Kokin Wakashū
- Heike Monogatari
- Nihon Ryōiki (Keikai, còn được gọi là Kyokai)
- Oku no Hosomichi (Matsuo Bashō)
- Kōshoku Ichidai Otoko (Ihara Saikaku)
- Hẹn mùa hoa cúc (Ueda Akinari)
- Nỗi lòng (Natsume Sōseki)
- Musashi - Giang hồ kiếm khách (Yoshikawa Eiji)
- Thất lạc cõi người (Dazai Osamu)
- Truyện ngắn Akutagawa Ryunosuke
- Nhạn (Mori Ogai)
- Tuyết mỏng (Tanizaki Junichiro)
- Xứ tuyết (của Kawabata Yasunari)
- Khuôn mặt người khác (Abe Kobo)
- Đảo quỷ (Edogawa Ranpo)
- Rìu, đàn, cúc (Yokomizo Seishi)
- Một nỗi đau riêng (Oe Kenzaburo)
- Kim Các Tự (Mishima Yukio)
- Rừng Na Uy (Murakami Haruki)
- Màu xanh trong suốt (Murakami Ryu)
- Kitchen (Yoshimoto Banana)